# Lento (Julieta Venegas)
Lento è un singolo della cantante messicana Julieta Venegas, pubblicato nel 2004 ed estratto dall'album Sí. 

## Tracce
- CD

1. Lento – 4:03

## Video
Il videoclip del brano è stato girato in Giappone e vede la partecipazione di Yvonne, sorella gemella di Julieta Venegas.

## Classifiche
| Classifica (2004)            | Posizione massima |
| ---------------------------- | ----------------- |
| Guatemala                    | 2                 |
| Stati Uniti Hot Latin Tracks | 31                |
| Uruguay                      | 2                 |